# Alexander Zverev
Alexander ("Sascha") Zverev (rusko Александр "Саша" Зверев), nemški tenisač, * 20. april 1997, Hamburg, Nemčija.

## Sezona ATP 2018
Zverev je 18. novembra 2018 v finalu zaključnega mastersa v Londonu premagal Novaka Đokovića in osvojil deseti naslov na turnirjih ATP. Postal je prvi Nemški tenisač po Borisu Beckerju z zmago na zaključnem turnirju sezone. To je sklenil na četrtem mestu. V njej je dosegel 58 zmag ATP, največ med vsemi tenisači.